# Ten Days in the Valley
Ten Days in the Valley – amerykański serial telewizyjny (dramat, dreszczowiec) Pentimento Productions oraz Skydance Television, którego twórcą jest Tassie Cameron. Serial był emitowany od 1 października 2017 roku do 6 stycznia 2018 roku na ABC.
12 maja 2018 roku, stacja ABC ogłosiła anulowanie serialu po jednym sezonie

## Fabuła
Serial opowiada o Jane Sandler, samotnej matce i ciężko pracującej producentce telewizyjnej, której córka, Lake znika w środku nocy. Kobieta rozpoczyna poszukiwanie swojego dziecka za wszelką cenę, nikomu nie może zaufać.

## Obsada

### Główna
- Kyra Sedgwick jako Jane Sadler
- Adewale Akinnuoye-Agbaje jako John Bird[3]
- Kick Gurry jako Pete[4]
- Erika Christensen jako Ali Petrovich[4]
- Josh Randall jako Tom[3]
- Felix Solis jako David Gomez[4]
- Francois Battiste jako Gus[3]
- Malcolm-Jamal Warner jako Matt[5]
- Abigail Pniowsky jako Lake[3]

### Role drugoplanowe
- Ali Liebert jako Nickole[6]
- Marisol Ramirez jako Beatriz
- Emily Kinney jako Casey[7]
- Currie Graham jako Henry[3]
- Beth Triffon jako Mackenzie[3]
- Ella Thomas jako Isabel Knight[3]
- Ali Stroker jako Tamara[3]
- Nelson Lee jako Sheldon[3]
- Mark L. Young jako PJ[3]
- Jeff Branson jako Dominic
- Gage Golightly jako Lynn

## Odcinki
| Sezon | Odcinki | Oryginalna emisja w ABC | Oryginalna emisja w ABC |
| Sezon | Odcinki | Premiera sezonu         | Finał sezonu            |
| ----- | ------- | ----------------------- | ----------------------- |
| 1     | 10      | 1 października 2017     | 6 stycznia 2018         |

### Sezon 1 (2017-2018)
| Nr | Tytuł                     | Reżyseria           | Scenariusz                   | Premiera w ABC       |
| -- | ------------------------- | ------------------- | ---------------------------- | -------------------- |
| 1  | Day 1: Fade In            | Carl Franklin       | Tassie Cameron               | 1 października 2017  |
| 2  | Day 2: Cutting Room Floor | Colin Bucksey       | Sherry White                 | 8 października 2017  |
| 3  | Day 3: Day Out of Days    | Sarah Pia Anderson  | Aubrey Nealon                | 15 października 2017 |
| 4  | Day 4: Below the Line     | Jessica Yu          | Chris Roberts                | 22 października 2017 |
| 5  | Day 5: Back To Ones       | Christopher Misiano | Marsha Greene                | 16 grudnia 2017      |
| 6  | Day 6: Down Day           | Steve Robin         | Tassie Cameron, Sherry White | 16 grudnia 2017      |
| 7  | Day 7: Breaking The Story | Constantine Makris  | Aubrey Nealon, Bryan Garcia  | 23 grudnia 2017      |
| 8  | Day 8: Against Type       | Bethany Rooney      | Marsha Greene, Chris Roberts | 30 grudnia 2017      |
| 9  | Day 9: Re-Cast            | Hanelle Culpepper   | Sherry White, Aubrey Nealon  | 6 stycznia 2018      |
| 10 | Day 10: Fade Out          | Steve Robin         | Tassie Cameron               | 6 stycznia 2018      |

## Produkcja
Na początku sierpnia 2016 roku, stacja zamówiła pierwszy sezon, w którym główną rolę zagra Kyra Sedgwick
Pod koniec listopada 2016 roku, poinformowano, że w serialu zagrają: Erika Christensen, Felix Solis i Kick Gurry.
W styczniu 2017 roku ogłoszono, że do obsady dołączyli: Emily Kinney jako Casey, Adewale Akinnuoye-Agbaje jako John Bird, Josh Randall jako Tom, Francois Battiste jako Gus, Malcolm-Jamal Warner jako Matt, Abigail Pniowsky jako Lake, Currie Graham jako Henry, Beth Triffon  jako Mackenzie, Ella Thomas jako Isabel Knight, Ali Stroker jako Tamara, Nelson Lee jako Sheldon oraz Mark L. Young jako PJ.
W kolejnym miesiącu poinformowano, że Ali Liebert otrzymała rolę Nickole, detektyw.
16 maja 2017 roku, stacja ABC ogłosiła, że serial zadebiutuje w sezonie telewizyjnym 2017/2018